# Tom Davies
Thomas "Tom" Davies, född 30 juni 1998 i Liverpool, är en engelsk fotbollsspelare som spelar för Premier League-klubben Sheffield United.

## Karriär
Davies debuterade i Premier League den 16 april 2016, i en 1–1-match mot Southampton i vilken han blev inbytt i den 83:e minuten mot Darron Gibson. Den 3 augusti 2016 förlängde Davies sitt kontrakt med Everton med fem år. Den 3 april 2017 förlängde han återigen sitt kontrakt med klubben med fem år.
Den 16 augusti 2023 blev Davies klar för Sheffield United, där han skrev på ett treårskontrakt.